# Нінгірсу

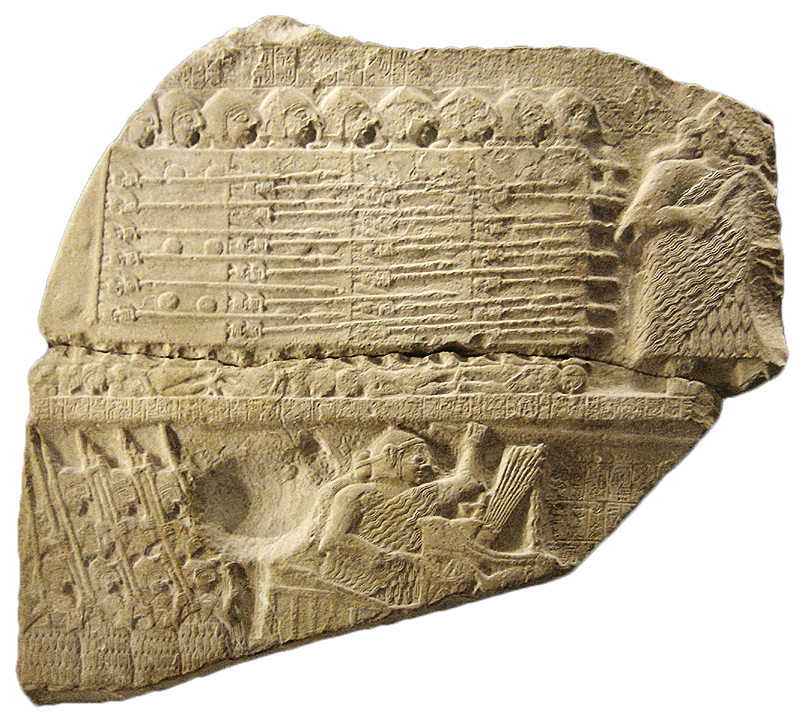
Фрагмент «Стели шулік», на якому записано міф про Нінгірсу: скерований ним цар Еаннатум здобуває перемогу над Ушем

Нінгі́рсу (Володар [міста] Гірсу) — в шумерській міфології бог-покровитель міст-держав Гірсу і Лагаш, що належав до другого покоління богів. Син бога Енліля і богині Нінхурсаг. Був втіленням щорічного розливу річки Тигр, слідкував за полями і зрошувальними каналами. Символом Нінгірсу був лев з крилами орла. Відомі його епітети: володар, воїн, потоп, буря Енліля, син Енліля. Після правління лагашського царя Гудеа асоціювався з Нінуртою. Основні відомості про нього відомі з «циліндрів Гудеа».

## Нінгірсу в міфах
В міфах Нінгірсу є покровителем міста Лагаш, що здійснює свою волю, як і інші боги міст, через царів.
Один з них відомий за записами, що частково збереглися на «Стелі шулік». Бог Енліль розділив володіння між богами Нінгірсу (покровителем Лагаша) і Шарою (покровителем Умми). За його наказом цар Месілім, що правив у Кіші, поставив камінну стелу, котра засвідчувала цей поділ. Однак цар міста Умма на ім'я Уш, скерований богом Шарою, порушив волю Енліля і договір між людьми, вирвав стелу і напав на родючі землі Гу-едін в Лагаші. У відповідь Нінгірсу, отримавши на те волю батька, спрямував на бій проти війська Умми бійців лагашського царя Еаннатума. Еаннатум переміг загарбників, накинувши на них величезну сітку, і поскидав їхні трупи купами на рівнині повернутих володінь. Вцілілі звернулися до царя з благаннями помилувати їх. Таким чином Нінгірсу здобув перемогу і Шара мусив йому скоритися.
Війна закінчилася мирною угодою: стелу було відновлено, а жителів Умми в покарання обкладено великими податками. Цар Еаннатум додатково розділив володіння ровом і стелами, звів святилища та вівтарі богам, зокрема Нінгірсу, його батькам Енлілю й Нінхурсаг, а також богу сонця Уту.